# Gudarz
Gudarz (+1396) fou un iranià, naib i servidor del senyor de Sirjan, Sultan Abu Ishaq ibn Uways ibn Shah Shuja, que va dirigir heroicament la defensa del castell de Sirjan durant tres anys.
El 1393 Sultan Abu Ishaq ibn Uways ibn Shah Shuja va anar a presentar-se a Tamerlà i va deixar ul seu naib i servent, anomenat Gudarz, a càrrec del castell de Sirjan, Com altres emirs muzaffàrides, Sultan Abu Ishaq fou encadenat per ordre de Tamerlà. Només una setmana després, durant el primer terç de Rajab del 795 de l'hègira (del 13 al 22 de maig de 1393) es va fer un rescripte imperial emès al poble de Mahyar, ordenant la mort de tot el llinatge dels Muzaffàrides, grans i petits, ordre duta a terme sense pietat. Yazdi dona com a data del decret imperial d'empresonament el 14 de maig del 1393 i del d'execució el 30 de maig de 1393. Gudarz pensava resistir ja que Sirjan estava construida en una muntanya i era una posició forta; les tropes de Timur la van assetjar però només al cap del temps aconseguiran conquerir-la.
El 1394 Umar Xaikh va anar a Sirjan que seguia assetjada amb un numero limitat d'efectius i on Gudarz resistia ferotgement, però no va poder conquerir-la ja que al poc d'arribar allí va rebre ordre de Tamerlà d'anar al Diyar Bakr per participar en la guerra contra els mamelucs de Síria i Egipte. Va encomanar a Ideku Barles governador de Kirman, a Shah Shahan governador de Sistan i a l'amir Pirali Sulduzo Selduz, la culminació del setge de Sirjan i va marxar cap a Siraz. Però no era tasca fàcil i encara que els assetjadors ho van intentar en successius assalts, Gudarz va resistir. Però el 1396 la fortalesa de Sirjan ja estava al límit i ja només quedaven Gudarz i sis persones mes vives i tota la resta havien mort. Finalment Gudarz es va haver de rendir i fou executat. El governador de Yadz, Temuke Kutxin, fou qui va dirigir l'ocupació que va seguir la rendició; va deixar lloctinents al càrrec a Sirjan i se'n va anar al campament imperial.